# 坪田誠
坪田 誠（つぼた まこと、1913年（大正2年）1月11日 - 1995年（平成7年）9月10日）は、日本の政治家。三重県熊野市長（8期）。

## 来歴
三重県出身。1936年三重師範学校（現・三重大学教育学部）専攻科卒。卒業後は三重県内の小学校の教諭を務めた。戦後は中学校教諭、視学官を経て、南牟婁地方事務所産業課長、三重県東京事務所次長、企画調査課長を歴任した。
1958年熊野市長に当選。産業・経済の振興を図るとともに、市民生活環境の整備を進め、市民の立場に立った市政を展開し、市勢の発展を導いてきたことから、市民からの圧倒的な支持を集め、長期にわたって姿勢を担った。
1990年8期32年で市長を引退。1991年に勲三等瑞宝章を受章。1995年に死去した。